# Wiltonia lima
Espèce
Wiltonia lima est une espèce d'araignées aranéomorphes de la famille des Orsolobidae.

## Distribution
Cette espèce est endémique de Nouvelle-Zélande. Elle se rencontre vers la forêt Peel dans la région de Canterbury.

## Description
La femelle holotype mesure 3,05 mm et le mâle paratype 2,66 mm.

## Publication originale
- Forster & Platnick, 1985 : A review of the austral spider family Orsolobidae (Arachnida, Araneae), with notes on the superfamily Dysderoidea. Bulletin of the American Museum of Natural History, no 181, p. 1-229 (texte intégral).